# Minneconjou

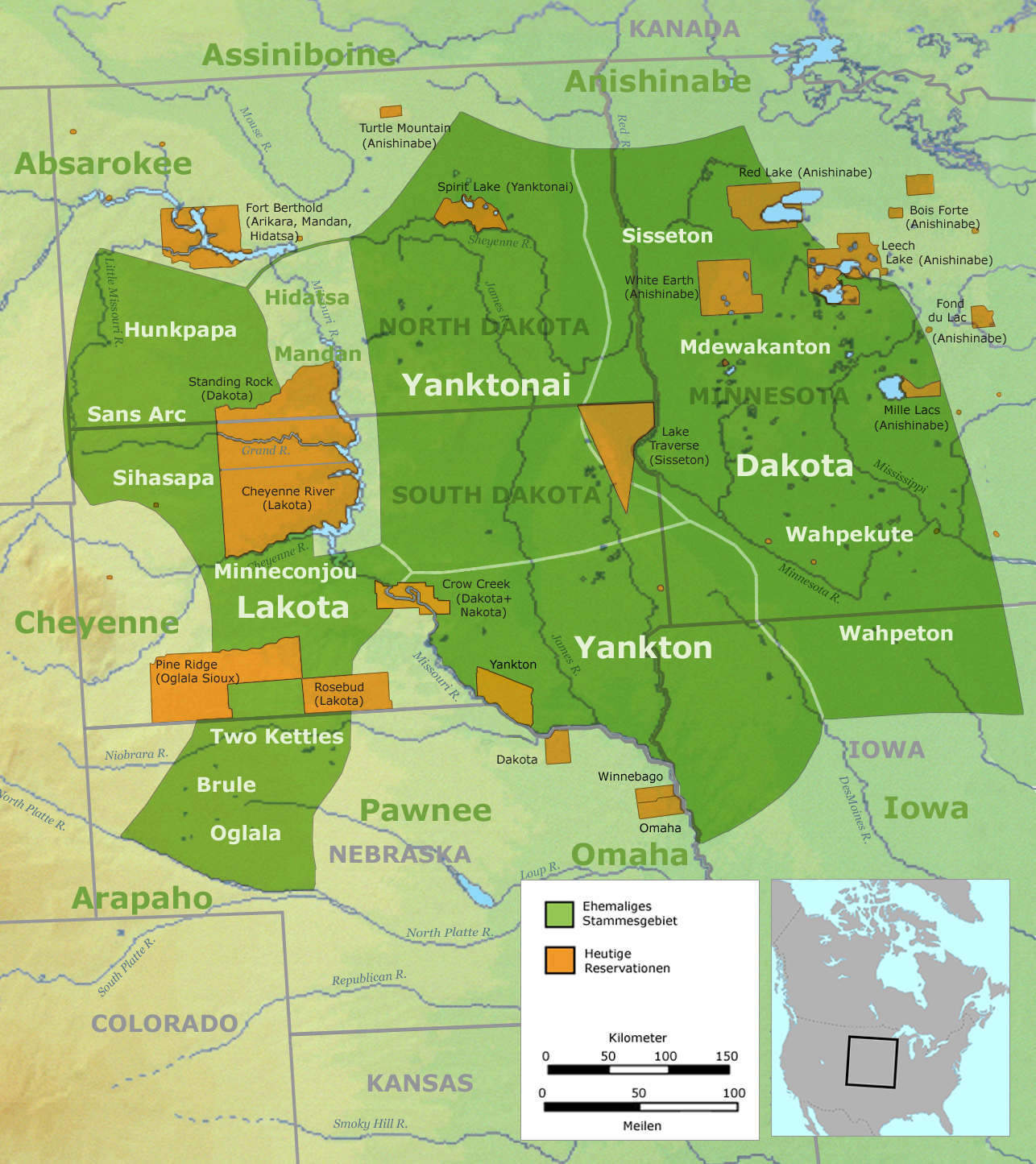

Il termine Minneconjou (Seminatori vicino al Fiume) indica una tribù indiana facente parte del ceppo linguistico dei Lakota Sioux; ne furono capi famosi Ituhu Hanska (Fronte Alta), He Isnala (Un solo Corno), Kanku Wakantuya (Lunga Spinadorsale), Wahacanka Sapa (Scudo Nero), e poi Taakcha Ooshta (Cervo Zoppo), ucciso nella primavera 1877 a Big Muddy Creek (affluente del Rosebud River) dalle truppe del gen. Miles, Hehaka Galeshka (Alce Maculata) poi noto anche come Si Tanka (Grosso Piede), capo dei Lakota massacrati a Wounded Knee e ucciso con gli altri nel dicembre 1890 dal nuovo 7º cavalleria del col. Forsyth, Mahpiua Icahtagya (Colui che tocca le Nuvole), Etokeah (Gobba / Lunga Spinadorsale il Giovane), che guidarono i guerrieri alla battaglia di Little Big Horn.
Attualmente i discendenti dei Minneconjou vivono nel Dakota del Sud, nella riserva Cheyenne River Indian Reservation (creata nel 1889 sulle ceneri della Grande Riserva Sioux), nell'ambito della Cheyenne River Lakota Oyate, insieme ai discendenti degli Oohenonpa, dei Sihasapa e degli Itazipcho.